# دييغو أنطونيو هرنانديز
دييغو أنطونيو هرنانديز (بالإسبانية: Diego Antonio Hernández Aguayo)‏ هو لاعب كرة قدم مكسيكي، ولد في 16 فبراير 1998 في غوادالاخارا في المكسيك. لعب مع نادي نيكاكسا.